# کوماگایا ۵۷۸۳
سیارک ۵۷۸۳ (به انگلیسی: 5783 Kumagaya، نامگذاری:1991CO) پنج هزار و هفتصد و هشتاد و سومین سیارک کشف شده‌است که در ۵ فوریه ۱۹۹۱ کشف شد.
قدر مطلق سیارک برابر ۱۳٫۱۰ است.